# سيلفستر جيمس غيتس
سيلفستر جيمس غيتس الابن (بالإنجليزية: Sylvester James Gates) (ولد في 15 ديسمبر عام 1950) معروف باسم إس. جيمس غيتس الابن أو جيم غيتس، هو عالم فيزياء نظرية أميركي يعمل في مجال التناظر الفائق، والجاذبية الفائقة، ونظرية الأوتار الفائقة. تقاعد من قسم الفيزياء ومركز الفيزياء الأساسية في جامعة ماريلاند كلية الحاسبات والرياضيات والعلوم الطبيعية في عام 2017، وهو الآن مدير مركز براون للفيزياء النظرية، وأستاذ الفيزياء بمؤسسة فورد، أستاذ الرياضيات التابع لمعهد واتسون، وزميل تابع لمعهد واتسون للدراسات الدولية وكلية الشؤون العامة زميل في جامعة براون. كان أستاذًا بجامعة ماريلاند وعمل في مجلس مستشاري الرئيس السابق باراك أوباما للعلوم والتكنولوجيا.

## سيرته
ولد غيتس، وهو الأكبر بين أشقائه الأربعة في تامبا، فلوريدا، ابنًا لسيلفستر جيمس غيتس الأب، رجل في الجيش الأمريكي، وتشارلي إنجلز غيتس. توفيت والدته عندما كان في الحادية عشر من عمره. عندما تزوج والده مرة أخرى، أحضرت زوجة أبيه، التي كانت معلمة، كتبًا إلى المنزل وأكدت على أهمية التعليم. انتقلت العائلة مرّات كثيرة خلال نشأة جيمس، ولكن لدى دخوله بالصف الحادي عشر، استقر في أورلاندو بولاية فلوريدا، حيث التحق في مدرسة جونز الثانوية - وهي تجربته الأولى في مدرسة أفريقية أميركية منفصلة. بمقارنة نوعية مدرسته مع المدارس البيضاء المجاورة، يقول جيمس: «سرعان ما أدركت أن الحظوظ لم تكن في صالحنا على الإطلاق». مع ذلك، حثّ مقرر الفيزياء الدراسي في الصف الحادي عشر اهتمام غيتس في ذلك المجال، خصوصًا المتعلق بالجانب الرياضي. وبناءً على طلب والده تقدم بطلب للانضمام إلى معهد ماساتشوستس للتكنولوجيا.
حصل غيتس على درجتي بكالوريوس من معهد ماساتشوستس للتكنولوجيا في الرياضيات والفيزياء عام 1973، إضافة إلى شهادة الدكتوراه عام 1977. كانت أطروحة الدكتوراه الخاصة به الأولى في معهد ماساتشوستس للتكنولوجيا في مجال التناظر الفائق. بمشاركة كل من إم. تي. غريسارو، وإم. روسيك، ودبليو. سيغل، ألّف جيمس كتاب «الفضاء الفائق، أو ألف درس ودرس في التناظر الفائق» عام 1984، أول كتاب شامل حول التناظر الفائق.
يشغل غيتس منصبًا في مجلس أمناء جمعية العلوم والعامة، وهو نشط في مجال التوعية العلمية.
كان جيتس باحثًا زائرًا في معهد مارتن لوثر كنج في معهد ماساتشوستس للتكنولوجيا بين عامي 2010 و2011، وكان باحثًا مقيمًا في سكن سيمونز التابع لمعهد ماساتشوستس للتكنولوجيا. يتابع غيتس بحوثًا مستمرة في نظرية الأوتار، والتناسق الفائق، والجاذبية الفائقة في جامعة براون. يركز بحثه الحالي على رموز أدنكرا، وهي تقنية مبرهنة للرسم البياني لدراسة نظريات تمثيل التناظر الفائق.
في عام 2018، انتُخب غيتس لمنصب الخط الرئاسي للجمعية الفيزيائية الأمريكية: وبدأ العمل كنائب للرئيس في عام 2019، وسيشغل منصب الرئيس لها اعتبارًا من عام 2021.

## الجوائز والتقدير
في الأول من فبراير عام 2013، حصل غيتس على قلادة العلوم الوطنية. انتُخب جيتس في الأكاديمية الوطنية للعلوم في عام 2013.
رُشح غيتس من قبل من قبل وزارة الطاقة الأمريكية كأحد المتحدثين باسم مهرجان العلوم والهندسة بالولايات المتحدة الأمريكية «نيفتي فيفتي» لعرض عمله ومسيرته المهنية على طلاب المدارس المتوسطة والثانوية في أكتوبر من العام 2010.
في الخامس من ديسمبر عام 2016، تحدث غيتس في المؤتمر الفيزيائي الذي يعقد كل أربع سنوات عام 2016، وهو أكبر تجمع يضم طلاب الفيزياء.
في عام 1944، حصل غيتس على جائزة إدوارد بوشيت من الجمعية الفيزيائية الأمريكية «لإسهاماته في فيزياء الطاقة العالية النظرية».

## وصلات خارجية
- سيلفستر جيمس غيتس على موقع IMDb (الإنجليزية)